# Mattias Ottosson
Lars Mattias Ottosson, född 18 juni 1971 i Köping, Västmanlands län, är en svensk politiker (socialdemokrat). Han är ordinarie riksdagsledamot sedan 2014, invald för Östergötlands läns valkrets. Ottosson var kommunalråd och kommunstyrelsens ordförande i Norrköping mellan juni 2001 och 31 oktober 2010.. 
Han valdes i april 2013 till ordinarie ledamot i den socialdemokratiska partistyrelsen. Han är sedan 2019 ordförande för Norrköpings arbetarekommun. Han har också varit ordförande i Norrköpings kommunala bostadsföretag.

## Riksdagsledamot
Ottosson är riksdagsledamot sedan valet 2014. I riksdagen är han ledamot i trafikutskottet sedan 2022 och var ledamot i försvarsutskottet 2014–2022. Han har varit suppleant i bland annat EU-nämnden, justitieutskottet och riksdagens delegation till Natos parlamentariska församling.